# ألبرتو كارداسيو
ألبرتو كارداسيو (بالإسبانية: Alberto Cardaccio)‏ مواليد 26 أغسطس 1949 في الأوروغواي - الوفاة 28 يناير 2015، كان لاعب كرة قدم أوروغوياني كان يلعب كلاعب وسط. سبق له أن لعب في كأس العالم لكرة القدم مع منتخب بلاده.

## المسيرة الاحترافية

### أندية لعب لها
- نادي راسينغ
- نادي أطلس
- نادي بويبلا
- نادي مونتيري

## روابط خارجية
- ألبرتو كارداسيو على موقع الاتحاد الدولي (مؤرشف)  (الإنجليزية)
- ألبرتو كارداسيو على موقع قاعدة بيانات كرة القدم.إي يو (الإنجليزية)
- ألبرتو كارداسيو على موقع ناشيونال فوتبول تيمز (الإنجليزية)
- ألبرتو كارداسيو على موقع Soccerway.com (الإنجليزية)
- ألبرتو كارداسيو على موقع عالم كرة القدم.نت (الإنجليزية)